# Вильмар, Жан-Жак Мадлен
Жан-Жак Мадлен Вильмар (фр. Jean-Jacques Madeleine Willmar; 6 марта 1792, Люксембург — 20 ноября 1866, там же) — люксембургский государственный и политический деятель. Премьер-министр Люксембурга (6 декабря 1848 — 23 сентября 1853). Юрист.

## Биография
Родился в семье Жана-Жоржа Вильмара, который был губернатором Великого Герцогства Люксембург с 1817 по 1830 год. До 1814 года изучал право в Париже, зарекомендовал себя как талантливый адвокат в Люксембурге. В 1824 году был назначен судьёй.
Участник оранского движения. Когда началась бельгийская революция, поддержал короля Виллема I.
В 1840 году был назначен генеральным прокурором Люксембурга. В 1841—1848 годах — член законодательного органа Люксембурга — Собрания сословий, в 1848 году был представителем Люксембурга во Франкфуртском национальном парламенте.
С 1848 по 1953 год занимал пост премьер-министра и генерального администратора (министра) иностранных дел, юстиции, культуры и образования Люксембурга. Во время его премьерства сложились напряжённые отношения с германским рейхом, поскольку отдельные члены правительства, имеющие большое влияние на внешнюю политику, были пробельгийской ориентации и противниками членства Люксембурга в Германском союзе.
Отношения с Нидерландами также были натянутыми после смерти короля Виллема I в 1849 году и короля Нидерландов Виллема III. В результате, губернатор Люксембурга Генрих Нидерландский в 1853 году сместил правительство Вильмара.
С 28 ноября 1857 года Вильмар был членом недавно созданного Государственного совета Люксембурга и оставался им до своей смерти 26 ноября 1866 года.

## Награды
- Командор ордена Дубовой короны (1842)[1]